# Transports au Kirghizistan

Carte du Kirghizistan

Les transports au Kirghizistan sont peu développés, et marqués par les fortes contraintes topographiques du territoire national. Nombreuses sont les routes à devoir serpenter au fond des vallées ou à devoir passer des cols dépassant les 3 000 m, au risque d’éboulis et d'avalanches. En hiver, il est pratiquement impossible de se déplacer dans certaines régions isolées de montagnes. Un autre problème est le fait que les transports ont été pensés à l'époque où le Kirghizistan était une République socialiste soviétique, impliquant une organisation des transports inadaptée aux frontières actuelles. Ainsi, les formalités douanières ralentissent considérablement le transport. Aujourd'hui encore, le déplacement à cheval et la traction hippomobile s'avèrent une alternative efficace dans de nombreuses régions rurales, évitant par la même occasion une dépendance au pétrole importé.

## Transport ferroviaire
La compagnie nationale de chemin de fer Kirghiz Temir Jolou est responsable de l'exploitation et de la maintenance du réseau. La Vallée de Tchouï et la Vallée de Ferghana étaient les extrémités du réseau ferré soviétique en Asie centrale. Les 370km de rail sur le territoire sont à écartement russe, et n'offrent que peu d'intérêt économique en l'absence de grandes lignes reliant le Kazakhstan ou la Russie.
La question d'une connexion vers la Chine depuis Balyktchy ou Och est discutée, mais les coûts d'un tel projets semblent trop importants pour être réalisable par l'État kirghize.

## Transports routiers

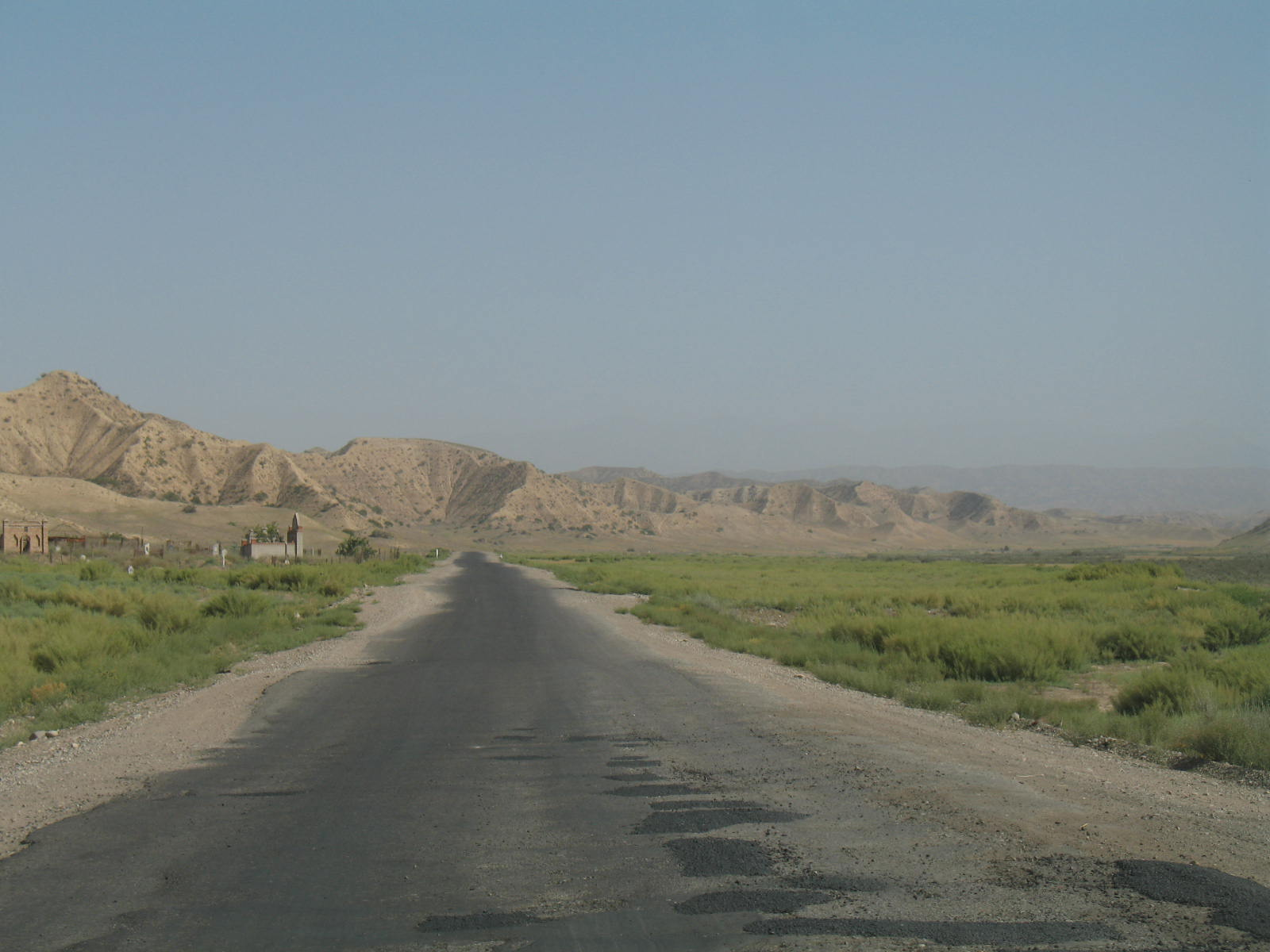
Une route dans la Province de Jalal-Abad.

Globalement en mauvais état, le réseau routier du pays a une longueur estimée à 34 000 km. Plus de 18 000 km de route sont publiques, et gérées par le ministère des transports, le reste étant des voies reliant les villages ou des chemins agricoles. Environ 7 200 km de routes sont revêtues (ciment, béton, goudron, pavé ou mixte), 4 900 km sont gravillonnées, le reste étant en terre battue.
Avec le support de la Banque asiatique de développement, une route principale reliant la capitale Bichkek à Och a été construite, facilitant considérablement la communication entre les deux principaux foyers de peuplement, la vallée de Tchouï (en) au nord et la Vallée de Ferghana au sud.
Il existe un certain nombre de bus et de Marchroutka privés assurant la desserte entre les différentes villes.

## Transports aériens

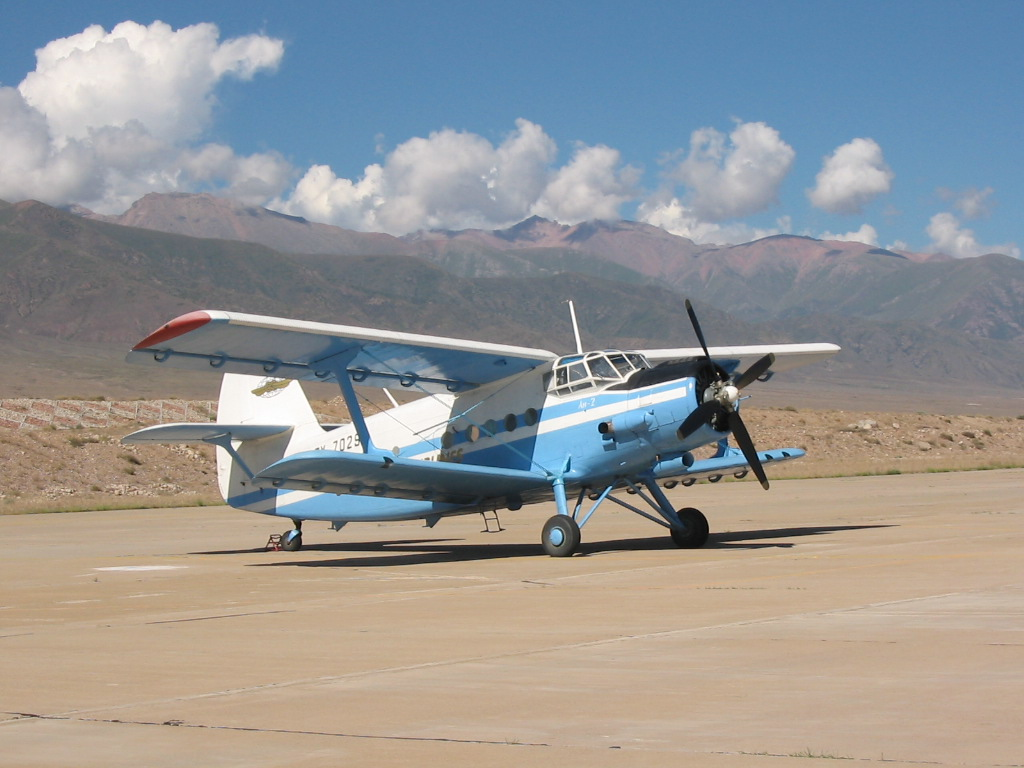
Petit avion sur l'Aéroport de Tamchi

À la fin de l'époque soviétique, il existait une cinquantaine d'aéroports ou aérodromes dans la république socialiste, dont la plupart avaient été construits dans un premier temps pour un usage militaire, pour sécuriser les frontières. Il n'en reste que très peu aujourd'hui.
Il existe quatre aéroports avec vols internationaux (Bichkek, Och, Tamchy et Karakol) relayés plus localement par d'autres, plus petits. De nombreuses compagnies aériennes opérant sur le sol kirghize sont intégrées à la liste noire européenne des compagnies interdites.
- L'Aéroport international de Manas, desservant la capitale est le principal aéroport du pays, avec des vols reliant Moscou, Tachkent en Ouzbékistan), Douchanbé (Tadjikistan), Istanboul, Bakou et Londres.

- L'aéroport d'Och est le terminal principal du sud du pays, avec des vols vers la capitale.

- L'aéroport de Jalal-Abad (en) dessert quotidiennement la capitale par la Compagnie aérienne du Kirghizistan (en), par Avia Traffic Company (en), par Air Bishkek (en) êt par Sky Bishkek (en), opérant des BAe 146 et des Saab 340. Une fois par semaine, des vols desservent les raïon d'Aksi (en) et de Raïon de Toguz-Toro (en).

- L'Aéroport de Tamchi (en), desservi par SCAT Airlines propose en été une liaison vers Almaty, capitale du Kazakhstan, mais aussi vers Bichkek, Jalal-Abad et Osh au moyen de Yakovlev Yak-42.

- L'Aéroport international de Karakol (en) desservi par SCAT Airlines propose en hiver une liaison vers Almaty au moyen d'Antonov An-24.

- L'Aéroport de Kazarman (en) lie Bichkek, Jalal-Abad et Osh par des vols opérés par Sky Bishkek (en) sur des Saab 340.

- L'Aéroport de Kerben (en) lie Bichkek et Jalal-Abad par des vols opérés par Sky Bishkek (en) sur des Saab 340.

D'autres aéroports et aérodromes sont implantés à Toktogul, Ala-Buka (en), Kanysh-Kyya (en), Batken (ville), Isfana, Kyzyl-Kiya, Naryn (ville), Talas (ville), Tcholponata, Tokmok, ainsi que de nombreuses autres pistes ne pouvant pas réellement prétendre au titre d'aérodrome. Les autres vestiges soviétiques sont abandonnés, ou utilisés ponctuellement par l'armée. Par exemple, la base aérienne de Kant, au sud de la ville, accueille la 5e Armée de l'air des forces aériennes russes, constituant la base aérienne 999 positionnée au Kirghizistan, en réponse à la présence des États-Unis à la base aérienne de Manas.

## Voies navigables
Si aucun cours d'eau n'est aménagé, ni même navigable, le lac Yssyk Koul est utilisé pour le transport, mais à une échelle largement inférieure à ce qui existait à l'époque soviétique.

## Oléoducs
En 2006, 367km de gazoduc et 16km d'oléoduc